# Leigh (Nieuw-Zeeland)
Leigh is een plaats in de regio Auckland op het Noordereiland van Nieuw-Zeeland, 92 kilometer ten noorden van Auckland. 
Leigh is de plaats het dichtst bij het beschermde zeegebied Goat Island. Hier doet de universiteit van Auckland onderzoek en heeft het een laboratorium. 